# Edward Reichel
Edward Reichel (* 20. Mai 1940 in Berlin) ist ein deutscher Romanist.

## Leben
Aufgewachsen überwiegend in Berlin, studierte Reichel von 1959 bis 1965 Germanistik, Romanistik und Philosophie an der Freien Universität Berlin, der Universität Würzburg und der Universität Kiel. Hier promovierte er 1966 mit einer Dissertation über den französischen Autor Antoine Furetière und arbeitete anschließend als Deutschlektor an der Scuola Normale Superiore in Pisa. Reichel wurde 1968 an der Universität Heidelberg als Lektor für Italienisch eingestellt und absolvierte von 1969 bis 1970 ein journalistisches Volontariat in Berlin und Hamburg. Im Jahr 1970 wurde er Wissenschaftlicher Assistent im Fach Romanistik an der Universität Düsseldorf.
An der Universität Düsseldorf habilitierte Reichel sich 1977 und erhielt die Venia legendi für Romanische Philologie. Im Jahr 1978 wurde er als Professor für Romanistik an die Universität Wuppertal berufen und übernahm 1993 die Professur für französischsprachige und italienische Literaturen an der Technischen Universität Dresden. Seit seiner Emeritierung im Jahr 2004 lebt er in Berlin.
Die Schwerpunkte von Reichels Forschung und Lehre sind die französische und italienische Literatur und Geschichte vom 18. bis zum 20. Jahrhundert sowie die Kultur und Literatur des francophonen Québec. Im Jahr 1994 gründete er gemeinsam mit Ingo Kolboom und Maria Lieber das „Centrum für interdisziplinäre franko-kanadische und franko-amerikanische Forschungen / Quebec-Sachsen“ (CIFRAQS), das er bis 2004 als Ko-Direktor führte. Seit seiner Emeritierung ist er „Ko-Direktor ehrenhalber“.

## Werke (Auswahl)
- 1966: Gesellschaft und Geschichte im „Roman bourgeois“ von Antoine Furetière (Diss. Kiel)
- 1978: Der Roman und das Geschichtenerzählen. Ihre Kongruenz und Diskrepanz in der Romanforschung (in: Deutsche Vierteljahresschrift für Literaturwissenschaft und Geistesgeschichte, Nr. 52)
- 1985: Nationalismus – Hedonismus – Faschismus, der Mythos Jugend in der französischen Politik und Literatur von 1890 bis 1945 (Aufsatz)
- 1990: Das machiavellistische Paradigma: Der „Euro-Principe“. Zur Rezeption eines Renaissance-Schriftstellers (in: Italienische Studien, Nr. 12)
- 1993: Zeitgeschichte und Roman im Entre-deux-Guerres
- 1998: Dresden: Romania. Literaturen – Sprachen – Länder (Mitherausgeber)
- 2002: Handbuch Französisch. Sprache – Literatur – Kultur – Gesellschaft. Für Studium, Lehre, Praxis (mit Thomas Kotschi und Ingo Kolboom)